# Port Royal (Virginie)
Pour l'ancienne ville de Jamaïque, voir Port Royal.
Port Royal est une ville incorporée du comté de Caroline, Virginie, États-Unis. La population était de 126 lors du recensement de 2010.
Port Royal est créé au milieu du 17e siècle dans la colonie de Virginie principalement comme port à la tête des voies navigables de la rivière Rappahannock pour l'exportation du tabac, la ressource marchande de la Virginie. La ville est également établie le long d'une des premières lignes de diligence, qui achemine des passagers et des marchandises à l'embarquer sur la rivière. Il reste encore une croisée des chemins le long des routes très animées 17 et 301 des États-Unis.

## Histoire
Port Royal est l'une des villes historiques de la région. Elle est d'abord établie en 1652 comme port d'accès à la navigation vers la mer sur la rivière Rappahannock au cours d'une époque où les voies d'eau sont le moyen de transport le plus rapide et le plus simple de personnes et de biens dans les colonies de Virginie britanniques. C'est un point important pour l'exportation du tabac, ressource marchande de la Virginie.
La tradition locale veut que Port Royal a été nommé en référence à la famille Roy. Dorothy Roy et son mari John propriétaire d'un entrepôt agréé par la couronne, d'un service de ferry à travers la rivière Rappahannock vers le comté du roi George, et d'une taverne. Au 21e siècle, les cheminées de la maison des Roy sont des points de repère conservés dans la ville.
Port Royal est incorporé comme ville en 1744. La « ville verte », sur laquelle se trouve aujourd'hui l'hôtel de ville et la caserne des pompiers, est toujours réservée « pour l'usage public et citoyen ».
L'expédition des biens à partir du port commence à diminuer après l'achèvement des chemins de fer qui débute en Virginie dans les années 1830. Le dernier navire de passagers s'est achevé en 1932, supplanté par les autoroutes. Toutefois, Port Royal est desservi par les nouvelles autoroutes qui sont devenues la route 17 des États-Unis et route 301 des États-Unis, avec leur carrefour à Port Royal.
La renommée la plus notable de Port Royal est probablement que John Wilkes Booth a été tué à environ trois kilomètres deux cents (deux miles) à l'extérieur de la ville par le sergent Boston Corbett, appartenant au contingent de troupes fédérales, à la ferme Garrett, désormais tombée en désuétude (cherchez un marqueur bien visible en direction nord, le long de la Rt 301) le 26 avril 1865, après que Booth a assassiné le président Abraham Lincoln dans la nuit du 14 avril 1865, au théâtre Ford à Washington, DC. Le président Lincoln est mort le lendemain matin, dans la maison Petersen, en face du théâtre. Booth s'est échappé à travers le sud du Maryland et au-delà du fleuve Potomac (deux fois – parce que les forces de marées le ramenèrent dans le Maryland lors du premier essai) ainsi que la rivière Rappahannock avant d'être acculé dans une grange à tabac sur la ferme Garrett au lever du jour. Abattu d'une balle dans le cou et instantanément paralysé, Booth est mort sur le porche de la maison Garrett (apporté là après sa chute dans la grange). Un de ses complices du meurtre qui était avec lui, et capturé dans la ferme Garrett, David Herold, a été jugé, condamné et pendu le 7 juillet 1865, avec Lewis Powell (alias Payne ou Paine), George Atzerodt, et Mary Surratt. Un tribunal militaire les a jugés coupables de complot pour meurtre ou tentative de meurtre du secrétaire d'État William Henry Seward (qui a survécu à une violente agression au couteau par Powell), et du vice-président Andrew Johnson (bien qu'Atzerodt n'ait pu réaliser et ait juste laissé un message écrit pour Johnson dans la boîte aux lettres de son hôtel).

## Géographie
Port Royal est situé dans le nord du comté de Caroline, sur la rive sud de la rivière Rappahannock.
Les routes des États-Unis 17 et 301 se croisent juste au sud-ouest des limites de la ville. La route 17 des États-Unis conduit vers le nord-ouest à 34 kilomètres (21 miles) de Fredericksburg et vers le sud-est à 43 kilomètres (27 miles) vers Tappahannock, alors que la route 301 des États-Unis mène au nord-est à 27 kilomètres (17 miles) vers le pont commémoratif du gouverneur Harry W. Nice sur le fleuve Potomac et au sud-ouest à 19 kilomètres (12 miles) vers Bowling Green, le siège du comté de Caroline.
Selon le bureau de recensement des États-Unis, la ville a une superficie totale de 0,27 kilomètre carré (0,10 mile carré), entièrement en terre. Cela a changé en juillet 2014, lorsque la ville a quintuplé en taille pour atteindre 194,7 hectares (0,75 mile carré).

## Démographie
Avec le recensement de l'an 2000, il y avait 170 personnes, 72 ménages, et de 43 familles résidant dans la ville. La densité de la population était de 1467,9 personnes par mile carré (547,0/km2). Il y avait 90 unités de logement pour une densité moyenne de 777,1 par mile carré (289.6/km2). La répartition raciale de la ville est de 59,41% blancs, 38,24% afro-américains, de 0,59% d'autres types, et de 1,76% de métis de deux ou plusieurs types. Les hispaniques ou latinos de n'importe quelle provenance représentent 0,59% de la population.
Il y avait 72 ménages dont de 31,9% avec des enfants âgés de moins de 18 ans vivant avec eux, 43,1% étaient des couples mariés vivant ensemble, 13,9% avaient une femme chef de ménage sans mari présent, et 38,9% étaient des non-familles. 31,9% de tous les ménages étaient constitués de personnes et de 12,5% avait quelqu'un vivant seul, âgé de 65 ans ou plus. La taille moyenne des ménages était de 2,36 et la taille moyenne des familles était de 2,89.
Dans la ville, la population était étalé avec 27,1% âgé moins de 18 ans, 7,1% de 18 à 24 ans, 29,4% de 25 à 44 ans, 17,6% de 45 à 64 ans, et 18,8% qui étaient âgés de 65 ans ou plus. L'âge médian était de 37 ans. Pour 100 femmes, il y avait 100.0 hommes. Pour 100 femmes de 18 ans et plus, il y avait 100.0 hommes.
Le revenu médian pour un ménage dans la ville était de 31429 $, et le revenu médian pour une famille était de 33750 $. Les hommes avaient un revenu médian de 23571 $ contre 19167 $ pour les femmes. Le revenu par habitant de la ville était de 15878 $. Aucune des familles et de 7,2% de la population vivaient en dessous du seuil de pauvreté, y compris aucun personnes de moins de 18 ans et 10,4% des personnes de plus de 64 ans.